# Lamborghini Urus
Lamborghini Urus este un SUV fabricat de producătorul italian de automobile Lamborghini. A fost dezvăluit la 4 decembrie 2017 și a fost introdus pe piață pentru anul model 2018. Numele vine de la Urus, strămoșul vitelor domestice moderne, cunoscut și sub numele de bour.